# Sociedade por ações
Sociedade por ações (SPA, S.p.A. ou SpA) é uma sociedade comercial que tem seu capital social dividido em ações, estando a responsabilidade de cada acionista limitada à integralização das suas ações. Nesse caso, é chamada também de sociedade anônima ou companhia. No direito societário existe ainda a figura da sociedade em comandita por ações.
CARACTERÍSTICAS GERAIS
- Sociedade de capital
- Capital dividido por ações
- Responsabilidade pelo preço de emissão das ações que subscrever ou adquirir. (ART. 1º Lei de Sociedades Anônimas - LSA)
- Sociedade empresária (Art. 982, § único do C.C ou Art. 2º, §1º LSA)
- Denominação: S/A OU C/A (Art. 1160 do C.C )